# Gazélec Football Club Olympique Ajaccio 2011-2012 (pallavolo)
Questa voce raccoglie le informazioni riguardanti il Gazélec Football Club Olympique Ajaccio nelle competizioni ufficiali della stagione 2011-2012.

## Organigramma societario
Area direttiva
- Presidente: Antoine Exiga

Area tecnica
- Allenatore: Frédéric Ferrandez

## Rosa
| N° | Nome                | Ruolo | Data di nascita  | Nazionalità sportiva |
| -- | ------------------- | ----- | ---------------- | -------------------- |
| 1  | Benoît Begué        | C     | 19 aprile 1982   | Francia              |
| 2  | Pierre-Louis Billes | C     | 3 dicembre 1988  | Francia              |
| 3  | Pierre Pourtalet    | S     | 29 febbraio 1984 | Francia              |
| 5  | Víctor Batista      | S     | 20 maggio 1985   | Rep. Dominicana      |
| 7  | Šime Vulin          | C     | 4 agosto 1983    | Croazia              |
| 8  | Stanislav Šimin     | C     | 4 ottobre 1986   | Serbia               |
| 9  | Iván Contreras      | S/O   | 29 gennaio 1974  | Messico              |
| 10 | Clément Puchalski   | S     | 10 ottobre 1984  | Francia              |
| 11 | William Price       | S/O   | 7 ottobre 1987   | Stati Uniti          |
| 12 | Steve Peironet      | L     | 20 maggio 1985   | Francia              |
| 13 | Radoslav Dimitrov   | P     | 3 dicembre 1983  | Francia              |
| 14 | Eemi Tervaportti    | P     | 26 luglio 1989   | Finlandia            |
| 15 | Alexander Kovalenko | S     | 12 ottobre 1978  | Bielorussia          |